# Igla
Igla je nekoliko centimetara dugačko, tanko, ravno ili zakrivljeno oruđe sa zašiljenim vrhom na jednom kraju i otvorom (ušicom) na drugom kraju. Koriste se od ranog kamenog doba i prvotno su bile načinjene od drveta ili životinjskih kostiju, a u moderno doba najčešće od ojačane nehrđajuće čelične žice.  
Igla se može odnositi na:

## Zanatstvo
- Igla za šivanje, tanko oruđe oštrog vrha, okruglog presjeka
- Igla za kožu, oruđe trokutastog ili kvadratnog presjeka koje se koristi i za moderne materijale (vinil, plastika); kao i za debelo platno za jedra
- Igla za pletenje, oruđe za pletenje debljih niti tkanine; većih dimenzija i ne toliko oštre kao šivaće igle
- Igla za kukičanje ili kačkanje, igla s kukicom na vrhu i drvenom drškom koja se koristi za izradu čipke ili pletiva od pamučnog konca
- Igla za tapeciranje, oruđe za oblaganje namještaja, općenito deblje od prethodnih i zakrivljene

## Botanika
- Igla (iglica), zreli list crnogoričnog drveta, npr. borova iglica
- Igličasti grm (Vachellia farnesiana)
- Igličasta palma (Rhapidophyllum hystrix)

## Medicina
- Hipodermička igla, kolokvijalno: injekcija, tanka šuplja igla u kombinaciji sa štrcaljkom ('špricom') koja se koristi za potkožno ubrizgavanje tekućih substanci u tijelo ili odstranjivanje istih (punktiranje)
- Epiduralna igla, deblja, šuplja, malo zakrivljena pri vrhu, koristi se za uvođenje epiduralnog katetera, postoji više vrsta ovisno o vrsti katetera, omogućuje drenažu tekućine ili plinova iz tijela
- Kirurgija, razni tipovi kirurških igala koje se koriste za različite vrste kirurških šavova
- Akupunkturna igla

## Ostale uporabe
- Igla kompasa
- Igla za šivanje i krpanje ribarskih mreža
- Igla na industrijskim tekstilnim strojevima
- Gramofonska igla, koristi se za reprodukciju zvuka s vinilne ploče
- Igla u spravi za tetoviranje
- Igla indikatora za galvanometar, VU metar, ili slične mjerne instrumente
- Igla šestara, kao dio geometrijskog pribora služi za iscrtavanje kružnica
- Suha igla, grafička tehnika, koristi se i kod graviranja kao "igla za jetkanje"
- "Igla 9K38", rusko lakoprijenosno ručno protuzračno oružje s infracrvenim navođenjem, za obaranje niskoletećih ciljeva
- "Igle s okusom",sredstvo zabave za omladinu,gdje mladi uzimaju dotične igle i ubadaju ih u jezik kako bi ubrizgali drogu(najčešće kripetematin) dok istovremeno kušaju razne okuse igle(variraju od egzotičnih voća sve do začinskih bilja).

## Vanjske poveznice
- Muzej igala u Iserlohnu.  Arhivirana inačica izvorne stranice od 8. veljače 2009. (Wayback Machine)
- Korištenje igala na tekstilnim strojevima
- Šivanje Hrvatska tehnička enciklopedija, portal hrvatske tehničke baštine. LZMK